# Atilio Muente
Atilio Muente Gionti (Lima, Provincia de Lima, Perú, 15 de marzo de 1980) es un exfutbolista peruano. Jugaba como defensa central y tiene 45 años.

## Trayectoria
Comenzó su carrera jugando en torneos universitarios defendiendo al equipo de fútbol de la Universidad Nacional Mayor de San Marcos, logrando ascender a la Segunda División el 2001. En esta categoría se mantiene hasta el 2006 con el mismo club salvo el año 2005, cuando fue prestado por unos meses al Olímpico Somos Perú para disputar la etapa final de la Copa Perú. Su debut en primera división se produce el 2007 cuando la Universidad San Martín de Porres lo contrata, siendo este su equipo hasta el 2010. Durante su estancia en el cuadro santo logró tres títulos nacionales. En el 2016 llega al Sport Boys para jugar la Segunda División Peruana salvándose del descenso en las últimas fechas.
A inicios del 2017 ficha por la Academia Cantolao junto a sus excompañeros rosados Ryan Salazar y Carlos Elías.

## Clubes
| Club                             | País | Año         |
| -------------------------------- | ---- | ----------- |
| Universidad San Marcos           | Perú | 2001-2005   |
| Olímpico Somos Perú              | Perú | 2005        |
| Universidad San Marcos           | Perú | 2006        |
| Universidad San Martín de Porres | Perú | 2007 - 2010 |
| Universidad César Vallejo        | Perú | 2011 - 2014 |
| Alianza Atlético                 | Perú | 2015        |
| Sport Boys                       | Perú | 2016        |
| Academia Cantolao                | Perú | 2017        |

## Palmarés

### Campeonatos nacionales
| Título                 | Club                             | País | Año  |
| ---------------------- | -------------------------------- | ---- | ---- |
| Torneo Descentralizado | Universidad San Martín de Porres | Perú | 2007 |
| Torneo Descentralizado | Universidad San Martín de Porres | Perú | 2008 |
| Torneo Descentralizado | Universidad San Martín de Porres | Perú | 2010 |